# The Immortals (bộ truyện)
The Immortals là một chuỗi các tiểu thuyết được viết bởi Alyson Noël. Hai cuốn sách đầu tiên, Bất Tử và Trăng Xanh, là hai quyển sách bán chạy nhất theo bình chọn của New York Times Bộ truyện được phát hành ở Việt Nam bởi Nhà Xuất Bản Trẻ, tập đầu tiên, Bất Tử, được phát hành vào tháng 2 năm 2010.

## Các tập trong bộ truyện
- Bất Tử  (3 tháng 2 năm 2009)[4] (Việt Nam: tháng 2 năm 2010)
- Trăng Xanh  (7 tháng 7 năm 2009)[5] (Việt Nam: tháng 10 năm 2010)
- Vùng Đất Vắng Linh Hồn (17 tháng 11 năm 2009)[6] (Việt Nam: tháng 5 năm 2012)
- Dark Flame (22 tháng 6 năm 2010)[7] (Việt Nam: sắp phát hành)
- Night Star (16 tháng 11 năm 2010)[8] (Việt Nam: sắp phát hành)
- Everlasting (7 tháng 6 năm 2011)[9] (Việt Nam: sắp phát hành)

## Liên kết khác
- Trang web chính thức của The Immortals Lưu trữ ngày 10 tháng 1 năm 2012 tại Wayback Machine
- Trang web chính thức của Alyson Noël: The Immortals Lưu trữ ngày 13 tháng 4 năm 2010 tại Wayback Machine
- Trang web chính thức của Alyson Noël
- Bất Tử - Nhà Xuất Bản Trẻ Lưu trữ ngày 10 tháng 9 năm 2012 tại Wayback Machine